# Johann Hötzendorfer
Johann Hötzendorfer (* 18. Mai 1873 in Berg bei Rohrbach (Oberösterreich); † 9. Jänner 1947 ebenda) war ein österreichischer Bauer und Politiker.

## Leben
Der Bauernsohn und spätere Bauer Hötzendorfer heiratete 1898 und  hatte acht Kinder. Rege tätig war er im landwirtschaftlichen Genossenschaftswesen, war Mitbegründer und Obmannstellvertreter der Molkereigenossenschaft Rohrbach und Vorstandsmitglied der Lagerhausgenossenschaft Rohrbach. Von 1909 bis 1924 und neuerlich von 1929 bis 1938 wirkte er als Bürgermeister seiner Heimatgemeinde. Zwischen 1912 und 1918 war er Mitglied des Reichsrates und 1918/1919 der Provisorischen Landesversammlung. Für seine Leistungen erhielt er 1937 die Große Verdienstmedaille.